# Bocconotto

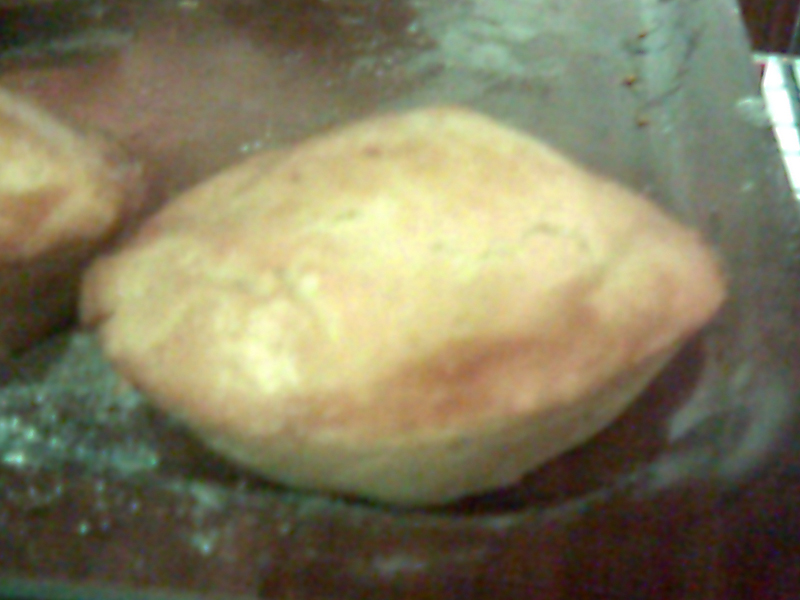
Bocconotto de Gallipolli (buccunottu gallipolino).

Los bocconotti (o boconotti) son dulces navideños parecidos a magdalenas típicos de las gastronomías apulia, abrucesa y calabresa, con un relleno que cambia según la región de origen del producto. El nombre procede de que son dulces tan pequeños que pueden comerse de un solo bocado (un solo boccone), a veces acompañados de vino dulce.

## Historia
La leyenda popular sitúa el origen de este dulce a finales del siglo XVIII, en la región abrucesa de Teramo.
Sin embargo, otros creen que procede de los campesinos del interior de Murgia que, obligados a vivir en espacios reducidos y estrechos, adaptaron sus necesidades culinarias. El pequeño tamaño del boconotto, la posibilidad de almacenarlo varios días a temperatura ambiente y su alto valor nutritivo lo convirtieron durante años en uno de los buques insignia de la tradición culinaria meridional.
Incluso hoy en día las recetas se heredan de familia en familia, con muchas variaciones.

## Composición
Hay una variante dulce y otra salada.
La dulce se hace siempre de masa quebrada con un relleno de miel, jalea real, crema pastelera, mermelada o chocolate, según la tradición regional.
La versión salada es diferente, tanto en el relleno como en la elaboración: la masa quebrada se sustituye por hojaldre y para el relleno se emplea una mezcla de setas, menudillos de pollo, mollejas y trufas, en vez de chocolate y almendra.
En la versión de la zona de Brindisi, el relleno es de mermelada, y solo de pera o membrillo.

## Producto agroalimentario tradicional
El bocconotto di Castel Frentano es un producto agroalimentario tradicional italiano típico y reconocido de los Abruzos, caracterizado por la presencia en el relleno de chocolate, canela y almendra tostada. Existe una variante de Pescara igual a la de Castel Frentano con la única adición de licor centerba.
La variante de Apulia lleva un relleno de almendra y cereza, rodeado de la misma masa compacta.
Es típico el boconotto de Bitonto, que se remonta a las monjas benedictinas del lugar, exigiendo la receta un relleno de requesón y fruta escarchada, y menos azúcar en la masa.
Calabria ha señalado como producto agroalimentario tradicional el bucconotto (bucchinotto en forma dialectal) de Mormanno, en la provincia de Cosenza, de 4 cm de diámetro, relleno tanto de chocolate como de mermelada y espolvoreado con azúcar glas.